# ダグラス＝チャールズ空港
ダグラス＝チャールズ空港（英: Douglas-Charles Airport）はドミニカ国北東部にある空港。マリゴ（マリゴット）の3km北西に位置している。

## 概要
本空港は1944年に計画されたが、開港は1961年11月22日である。建設地は砂糖農場（プランテーション）があった所である。砂糖農場は18世紀の西インド諸島の政治家であるイギリス人のロバート・メルヴィルが建設し、自身の名前を冠したメルヴィル・ホールと呼んでいたことから、空港名はメルヴィル・ホール空港（Melville Hall Airport）となった。2014年11月22日、ドミニカ国政府は第4代首相ロージー・ダグラス、第5代首相ピエール・チャールズに敬意を示し、ダグラス＝チャールズ空港への改称を発表した。

## 主な航空会社
- インターカリビアン航空
- カリビアン航空
- エア・アンティル
- シルバー・エアウェイズ
- アメリカン・イーグル

## 就航路線
| 航空会社       | 就航地                                      |
| -------------- | ------------------------------------------- |
| カリビアン航空 | サン・フアン(2025年8月15日より運航開始予定) |

バルバドス、セントジョンズ、ジョージタウン、ハバナ、サンフアン、プロビデンシアレス島、セントクリストファー島、サンバルテルミー島、セントマーチン島、グレナダ、ポートオブスペイン、セントトーマス島、ポワンタピートル、フォールドフランス、マイアミ